# Oberea puncticollis
Oberea puncticollis là một loài bọ cánh cứng trong họ Cerambycidae.